# Zweeds-Nederlandse betrekkingen
De Zweeds-Nederlandse betrekkingen zijn de internationale betrekkingen tussen Nederland en Zweden. Beide landen zijn lid van de Europese Unie en de NAVO. Nederland heeft een ambassade in Stockholm en Zweden heeft een ambassade in Den Haag.

## Europese Unie en NAVO
Nederland is volwaardig medeoprichter van de Europese Unie en de NAVO. Zweden trad in 1995 toe tot de Europese Unie en in 2024 tot de NAVO. Nederland steunde volledig het Zweedse NAVO-toetredingsproces, dat op 7 maart 2024 resulteerde in het lidmaatschap.